# Félix Candela
Félix Candela Outeriño (* 27. januar 1910, Madrid - † 7. december 1997, Durham, Severna Karolina, ZDA) je bil špansko-mehiški arhitekt, znan po svoji pomembni vlogi pri razvoju mehiške arhitekture in gradbeništva. Pomemben prispevek Candele za arhitekturo je bil razvoj tankih lupin, izdelanih iz armiranega betona, popularno znanih kot cascarones.

## Življenjepis
Felix Candela se je rodil v Madridu, Španija leta 1910. Leta 1927 se je Candela vpisal na La Escuela Superior de Arquitectura (madridska tehnični šola za arhitekturo), kjer je diplomiral leta 1935. Candela je odpotoval v Nemčijo na nadaljnje preučevanje arhitekture. Že v mladosti je razvil zelo izostren občutek za geometrijo in začel poučevati druge študente kot inštruktor. V svojih mladih letih je njegova vizualna inteligenca in njegov talent za opisno geometrijo in trigonometrijo zaznal Luis Vegas. Vegas je bil njegov strog profesor in dal Candeli častni naziv "pomočnik Luisa Vegasa". Medtem ko je "pomagal" Vegasu, se je Candela javljal na številne arhitekturne natečaje in večino od njih tudi dobil. Za razliko od mnogih njegovih vrstnikov, Candela ni pokazal intelektualnih in estetskih prizadevanj v šoli. Sploh mu ni bila všeč matematika. Ko je bil Candela študent v Madridu, so poučevali teorijo elastičnosti, kjer je Candela pomagal profesorjem in celo poučeval druge študente.
Študij je končal zelo hitro, ko se je leta 1936 začela španska državljanska vojna. Ko se je vrnil v Španijo, se je Candela boril na strani republike in proti Francu. Candela republike je po kratkem času postal kapetan inženirjev v španski vojski. Na žalost je bil Candela zaprt v koncentracijskem taborišču v Perpignan v Franciji do konca vojne leta 1939. Candela se je boril proti Francu, zato ni mogel ostati v novi Španiji, dokler je bil Franco vodja države. Potem ko je bilo njegovo ime izbrano z nekaj sto drugimi zaporniki, so ga vkrcali na ladjo namenjeno v Mehiko, kjer naj bi začel svojo kariero.
Candela je bil poročen z Eladio Martino, ko se je preselil v Mehiko. Tam si je ustvaril družino. V svoji mladosti je bil aktiven v športu, predvsem rokometu in smučanju.

## Tanke lupine
Candela je v času svojega življenja zelo trdo delal, da bi dokazal dejanski potencial armiranega betona v visokih gradnjah. Armirani beton je izjemno učinkovit pri kupolah ali lupinam podobnih oblik. Ta oblika odpravlja natezne sile v betonu. Prav tako je pogledal na reševanje problemov s čim preprostejšimi možnimi sredstvi. V zvezi z načrtovanjem lupine se je večinoma zanašal na geometrijske lastnosti lupine za analizo, namesto zapletenih matematičnih operacij. Okoli leta 1950, ko je Candelovo podjetje še oblikovalo laminarne strukture, je začel raziskovati revije in inženirske članke za čim več informacij. Od tedaj je začel dvomiti v obnašanje armiranega betona z elastičnimi predpostavkami in ugotovil, da so v popolnem nasprotju s seboj. (Faber 1963) Candela je ob več kot eni priložnosti dejal, da je analiza strukture neke vrste njegov "hobi".

## Mehika: 1950–1968
Félix Candela je delal kot arhitekt ob prihodu v Mehiko in do leta 1949, ko je začel kot inženir veliko betonskih struktur, oblikovanih kot tanke lupine. Candela je večino svojega delo izvedel v Mehiki v 1950-tih in v poznih 60-ih letih. V tem časovnem obdobju je bil odgovoren za več kot 300 izvedb in 900 projektov. Veliko njegovih večjih projektov je dobil od mehiške vlade, kot je na primer  Cosmic Rays Pavilion. Leta 1956 je mehiški predsednik Adolfo Ruiz Cortines dejal: "Nič ne bi moglo biti bolj resno, kot sedeti v senci stavb, ki smo jih gradili," kar kaže na naznanilo številnih gradbenih projektov, ki prihajajo. Ruiz Cortines je prišel s proračunom, ki je omogočal, da so se njegove izjave glede gradenj uresničile. Del tega je uresničil tudi Candela. V preostanku svoje kariere, je Candela postal profesor v Mehiki.

## Delo
Vir: Fausto Giovannardi, ed.: Felix Candela, Builder of Dreams
- 1940 Hotel in apartmaji v Acapulcu z Bringasom
- 1951, Pabellón de Rayos Cósmicos ("Pavilion of Cosmic Rays"), National Autonomous University of Mexico, z Jorge González Reyna
- 1952, Almacenes de las Aduanas (skladišča), Pantaco, Azcapotzalco, Ciudad de Mexico, s Carlosom Recamierjem
- 1953-1957 Iglesia de la Medalla de la Virgen Milagrosa, Colonia Narvarte, Ciudad de Mexico
- 1954-1955 Fábrica Celestino Fernández, Colonia Vallejo, Ciudad de Mexico
- 1955, streha za Mexican Stock Exchange, Ciudad de Mexico, z Enrique de La Mora Lopez in Fernando Carmona
- 1955-1956 Quiosco de Música, Santa Fe.

Cerkve v Ciudad de Mexico: 1955 El Atillo, Coyoacán; 1955 San Antonio de las Huertas, Tacuba; 1959 San Vicente de Paul, 1963 Santa Monica Lopez of Carmona; vse z Enrique de La Mora Lopez in Fernando Carmona
- 1955-56: Mestna tržnica v Coyoacán, Azcapotzalco in Anáhuac, Ciudad de Mexico s Pedro Ramirez Vàzquez in Rafael Mijares
- 1956-1957 Nočni klub La Jacaranda, Acapulco
- 1956: Hotel Casino de la Selva, Cuernavaca, (porušen 2001)
- 1958, restavracija Los Manatiales, Xochimilco, Ciudad de Mexico, z Joaquín Álvarez Ordóñez
- 1959-1960, Planta embotelladora Bacardi, Cuautitlán, blizu Ciudad de Mexico
- 1959, Capilla de Abierta Palmira in Cuernavaca s Rosell in Manuel Guillermo Larrosa
- 1959, San José Obrero church Monterrey, s Enrique de La Mora Lopez in Fernando Carmona
- 1962-3, cerkev Naše gospe Guadalupe v Madridu, s Enrique de La Mora Lopez in Fernando Carmona
- 1966, Parroquia del Señor del Campo Florido, Ciudad de Mexico
- 1968, Palacio de los Deportes, Ciudad de Mexico, zgrajena za 1968 poletne olimpijske igre, z A. Peyri in E. Castañeda Tamborell
- 1969, Ciudad de Mexico, postaja metroja San Lázaro in Candelaria
- 1994-2002 L'Oceanogràfic, Valencija, Španija

## Arhiv
Kandela je risbe, korespondenca, osebni in strokovni članki in spisi se hranijo v stalni zbirki Oddelka za risb in arhiva Department of Drawings & Archives v Avery Architectural and Fine Arts Library na univerzi Columbia v New Yorku.